# La Rue des vipères
Pour les articles homonymes, voir Main Street (homonymie).
Pour plus de détails, voir Fiche technique et Distribution.
La Rue des vipères (titre original : Main Street) est un film muet américain réalisé par Harry Beaumont, et sorti en 1923.
Il s'agit d'une adaptation du roman Main Street de Sinclair Lewis, paru en 1920.

## Synopsis
Une jeune citadine aux idées progressiste épouse un petit médecin de la ville et va vivre dans un bourg de l'arrière-pays. Elle s'incommode très vite de son nouvel mode de vie face aux petites conversations et manigances que constituent le quotidien des habitants de la ville. Elle décide de partir pour aller travailler à Washington DC. Après un certain temps, son mari la suit là-bas et ils se remettent ensemble.

## Fiche technique
- Titre original : Main Street
- Titre français : La Rue des vipères
- Réalisation : Harry Beaumont
- Assistants réalisateur : Frank Strayer, Nate West
- Scénario : Julien Josephson (adaptation), Sinclair Lewis (roman)
- Photographie : Edwin B. DuPar, Homer Scott
- Montage : Harry Beaumont
- Société de production : Warner Bros. Pictures
- Pays de production :  États-Unis
- Format : Noir et blanc — 35 mm — 1,33:1 — Son : Muet
- Durée  : 90 minutes
- Date de sortie : 
  - États-Unis : 25 avril 1923

## Distribution
- Florence Vidor : Carol Milford
- Julien Beaubien
- Monte Blue : Dr. Will Kennicott
- Harry Myers : Dave Dyer
- Robert Gordon : Erik Valborg
- Noah Beery : Adolph Valborg
- Alan Hale : Miles Bjornstam
- Louise Fazenda : Bea Sorenson
- Ann Schaefer : Mrs. Valborg
- Josephine Crowell : Veuve Bogart
- Otis Harlan : Ezra Stowbody
- Gordon Griffith : Cy Bogart
- Lon Poff : Chet Dashaway
- J.P. Lockney : Luke Dawson
- Gilbert Clayton	: Sam Clark
- Jack McDonald : Nat Hicks
- Michael Dark : Guy Pollock
- Estelle Short : Mrs. Dashaway
- Glen Cavender : Harry Haydock
- Katherine Perry : Mrs. Dave Dyer (comme Kathryn Perry)
- Aileen Manning : Mrs. Stowbody
- Mrs. Hayward Mack : Mrs. Haydock
- Louis King : Mr. Volstead
- Josephine Kirkwood : Mrs. Sam Clark
- Louise Carver : Mrs. Donovan
- Hal Wilson : Del Snaflin